# Tigre (ciudad)
La ciudad de Tigre es la cabecera del partido homónimo, en la provincia de Buenos Aires, Argentina. Forma parte del aglomerado urbano del área metropolitana de Buenos Aires y se encuentra a 18 km del acceso norte a la Ciudad Autónoma de Buenos Aires.

## Toponimia
Según la tradición, cerca del arroyo que después se llamaría Tigre vivía un yaguareté que causaba muchos daños a las casas. Los propietarios lo sacrificaron y el arroyo comenzó a ser conocido con el nombre Tigre. En la zona quedaban muchos yaguaretés hasta el siglo XIX; con el avance de la población humana se fueron extinguiendo y en la actualidad sobreviven unos pocos ejemplares en la selva misionera, al noreste de Argentina.

## Historia
Antes que los colonizadores españoles llegaran a América, la zona estaba poblada por grupos dispersos de indígenas, como los querandíes. La primera mención oficial de la región data del 24 de octubre de 1580, en un documento firmado por Juan de Garay, quien otorgó las tierras a otro español, Gonzalo Martel de Gusmán.
Durante la época colonial, la zona se usaba como un puerto de contrabando, donde los portugueses podían pasar sus mercancías. Fue el capitán Domingo de Acassuso quien pudo detener un poco el contrabando portugués. Como resultado de sus victorias militares, el gobierno de España le dio capital, por lo que Acassuso pudo comprar tierras que en la actualidad pertenecen a San Isidro y fundó allí, en 1706, la Iglesia de San Isidro Labrador.
Para mediados del siglo XVIII, las tierras del lugar eran conocidas como "Pago de las Conchas", denominación que conservó hasta mediados del siglo XX, cuando el distrito cambió su nombre oficial a Partido de Tigre.
Entre los años 1750 y 1805, se crea la Viceparroquia, bajo el título de la Inmaculada Concepción. Durante este lapso el puerto comenzó a crecer, llegando a su apogeo comercial en 1790, que motivó la multiplicación de aserraderos en la zona. Sin embargo en 1805 el pueblo es destruido por una importante tormenta, lo que obliga a muchos vecinos a refugiarse en las tierras más altas. Algunos de ellos permanecieron en el lugar y fundaron la villa vecina de San Fernando de la Buena Vista, con el apoyo del virrey Marqués de Sobremonte.
En 1806 ocurre uno de los hechos más importantes de la historia de Tigre, cuando el 4 de agosto de ese año el ejército reconquistador comandado por el francés Santiago de Liniers realiza un inesperado desembarco en el río de las Conchas para recuperar Buenos Aires, que se encontraba en manos inglesas. A raíz de este evento el riachuelo perdería su nombre monárquico, adoptando el de río de la Reconquista, en honor a la gesta patriótica donde varios vecinos de Tigre desempeñaron un rol importante.
El primer tren llegó a Las Conchas el 1 de enero de 1865, lo cual brindó un significativo impulso al desarrollo de la zona: hasta entonces las carretas tardaban un día entero de viaje para ir de Tigre a Buenos Aires.
En 1872 asumió como intendente Daniel María Cazón, quien hoy le da el nombre a la avenida principal de la ciudad y que es recordado por su colaboración con la comunidad local. Durante su gestión creó escuelas, caminos y desagües, plantó arboledas, extendió el alumbrado, colaborando de forma sustancial en el crecimiento del pueblo.
Donde hoy está el Museo Naval antes estaban los Talleres de Marina, donde se construían barcos para el ejército durante la presidencia de Sarmiento. Dicho edificio, levantado a principios de la década de 1860, fue la primera construcción importante en las tierras ubicadas entre el río Tigre y el río Reconquista.
A principios del siglo XX, en Tigre se producían frutas, madera, dulces, conservas, embutidos y licores. También fue en esa época cuando se empezó a popularizar como destino turístico. En 1916 llegó el tren eléctrico a la región y amplió aún más el turismo.

## Población
La localidad cuenta con 25 982 habitantes (Indec, 2010).

## Lugares de interés
Puerto y Mercado de Frutos
En sus comienzos, el Puerto de Frutos funcionó como un punto de llegada de diversos productos del Delta, especialmente frutas y mimbre, que era enviado a Buenos Aires. Con el crecimiento de la ciudad como atractivo turístico, y la caída de la producción frutícola en las islas, devino en un mercado de artesanías, y actualmente cuenta con una amplia variedad de locales comerciales y gastronómicos, donde pueden adquirirse productos de mimbre y caña o tejidos rústicos, así como frutas, dulces, licores, miel, plantas y flores.
Polo de entretenimiento de la costa
Situado en la desembocadura del río Tigre sobre el río Luján, y a pocos metros de la estación Delta del Tren de la Costa, se encuentra un polo de entretenimiento integrado por diferentes espacios:
- Parque de la Costa: Inaugurado en 1997, y considerado por algunos como el sucesor del Italpark, es el parque de diversiones más importante del área metropolitana de Buenos Aires. Cuenta con más de cincuenta atracciones, incluyendo cinco montañas rusas, paseos familiares y shows temáticos. Asimismo, también cuenta con todo un sector de atracciones que utilizan agua, llamado Aquafan.
- Teatro Niní Marshall: Con una sala con capacidad para 906 espectadores, un foyer de 200 m² donde se ubica un área gastronómica y un amplio estacionamiento en la entrada, el Teatro Niní Marshall cuenta con una amplia cartelera todo el año.[3]
- Casino Trilenium: A un lado del Teatro, se encuentra el Casino Trilenium. Cuenta con más de mil novecientas quince máquinas tragamonedas, setenta y cuatro mesas de juego, siete áreas gastronómicas (en las cuales cabe destacar que los clientes reciben un porcentaje del dinero gastado en fichas) y un teatro. También ofrece servicio de aparcacoches y estacionamiento propio con capacidad para hasta 1600 vehículos.
- Tigre Center: Un moderno centro de entretenimiento con una amplia variedad de salas de videojuegos, seis pistas de Bowling, CR-6 Batalla Laser, Juegos de Kermesse, Máquinas de premios, Misión Imposible y un Patio de Comidas con capacidad para 400 visitantes.[4]
- China Town Tigre: fue un polo gastronómico dedicado a la cultura asiática, que contaba con trece locales de diferentes países como Taiwan, Japón, China, además de ser utilizado como sede para diferentes celebraciones de estos países.[5] Era administrado por el Parque de la Costa. A finales de 2020, cerró.[6]

Museos
La ciudad de Tigre cuenta con una amplia oferta museística, tanto en el sector continental como el isleño, y que abarcan desde temática histórica y artística hasta espacios dedicados a personalidades destacadas de las letras y las artes que residieron ocasional o permanentemente en la ciudad o en el Delta:
- Museo del Mate: espacio dedicado a la historia de esta infusión típica de América del Sur, contiene una colección de mates, bombillas, yerbas, pavas, calderas y braseros de todas las épocas.[cita requerida]

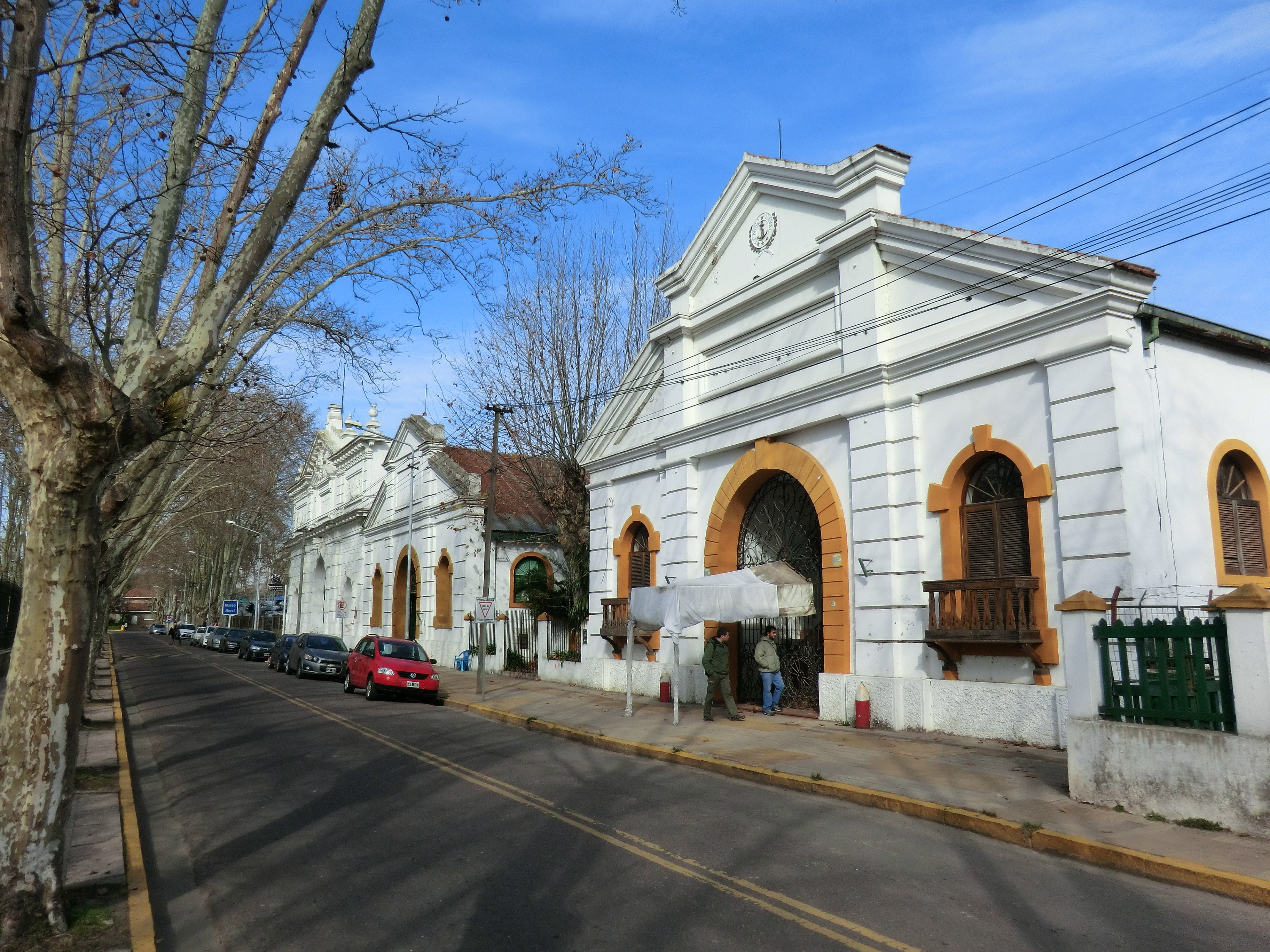
Museo Naval de la Nación

- Museo de la Reconquista: Ubicado frente al sitio donde Santiago de Liniers desembarcó el 4 de agosto de 1806, a orillas del Río Reconquista, antes de dirigirse a reconquistar Buenos Aires durante la primera de las invasiones inglesas, esta casona colonial cuenta con salas dedicadas a la historia nacional y local, además de un auditorio que sirve como sala para conferencias y recitales.

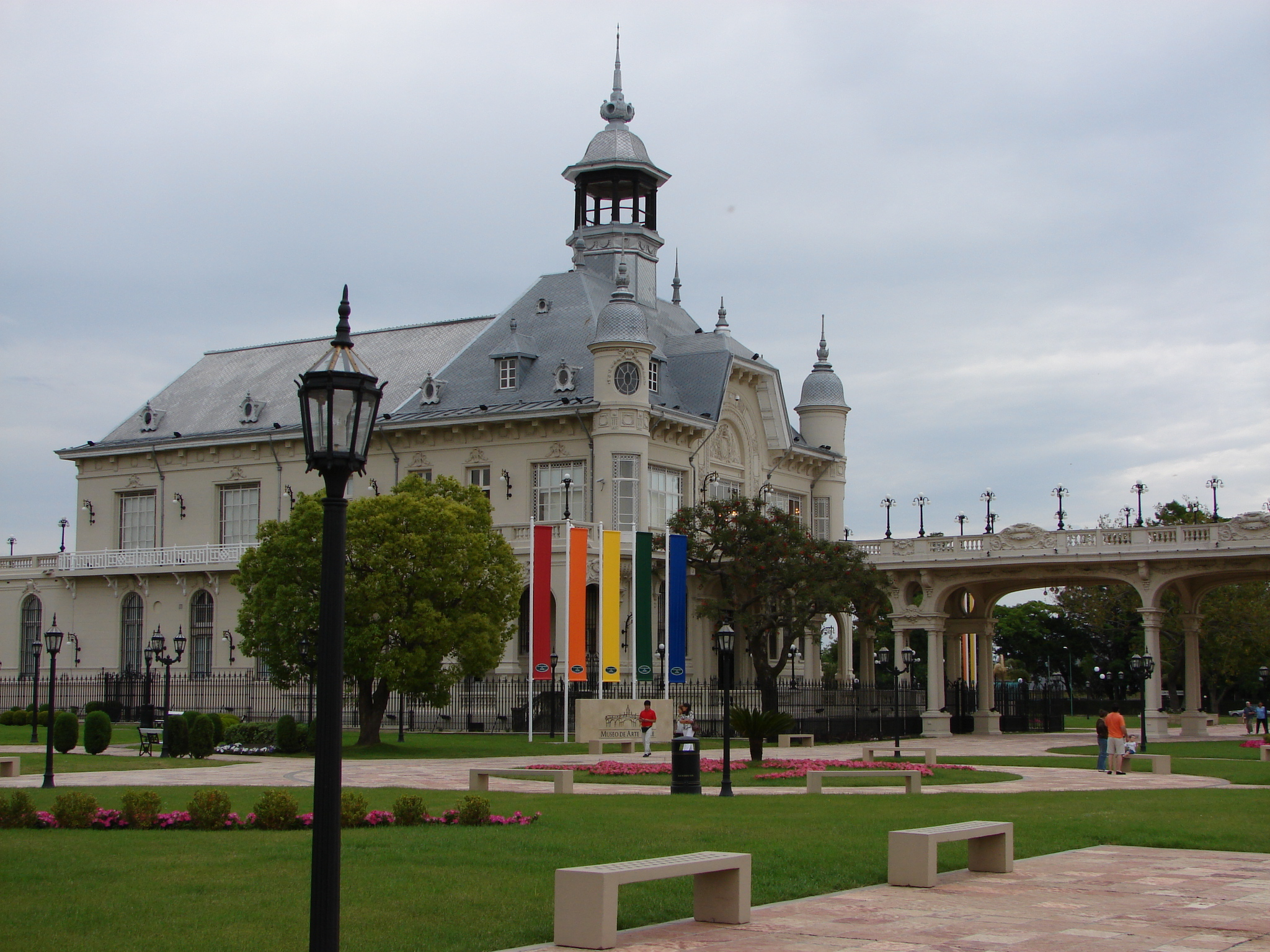
Museo de Arte de Tigre

- Museo Naval de la Nación: Ubicado en los antiguos Talleres Nacionales de Marina, cuenta con doscientos modelos a escala, armas de todas las épocas, armamento de la guerra de Malvinas, pinacoteca naval, mobiliario y uniformes.
- Museo de Arte de Tigre Ricardo Ubieto: Inaugurado en 2006, el Museo de Arte cuenta con una amplia pinacoteca de artistas argentinos de los siglo XIX y XX. El edificio que ocupa, construido entre 1910 y 1912, fue pensado originalmente como sede del Tigre Club, un club social destinado a las elites porteñas que pasaban sus fines de semana en el Delta. Asimismo, entre 1927 y 1933 funcionó como casino, al lado del desaparecido Tigre Hotel.

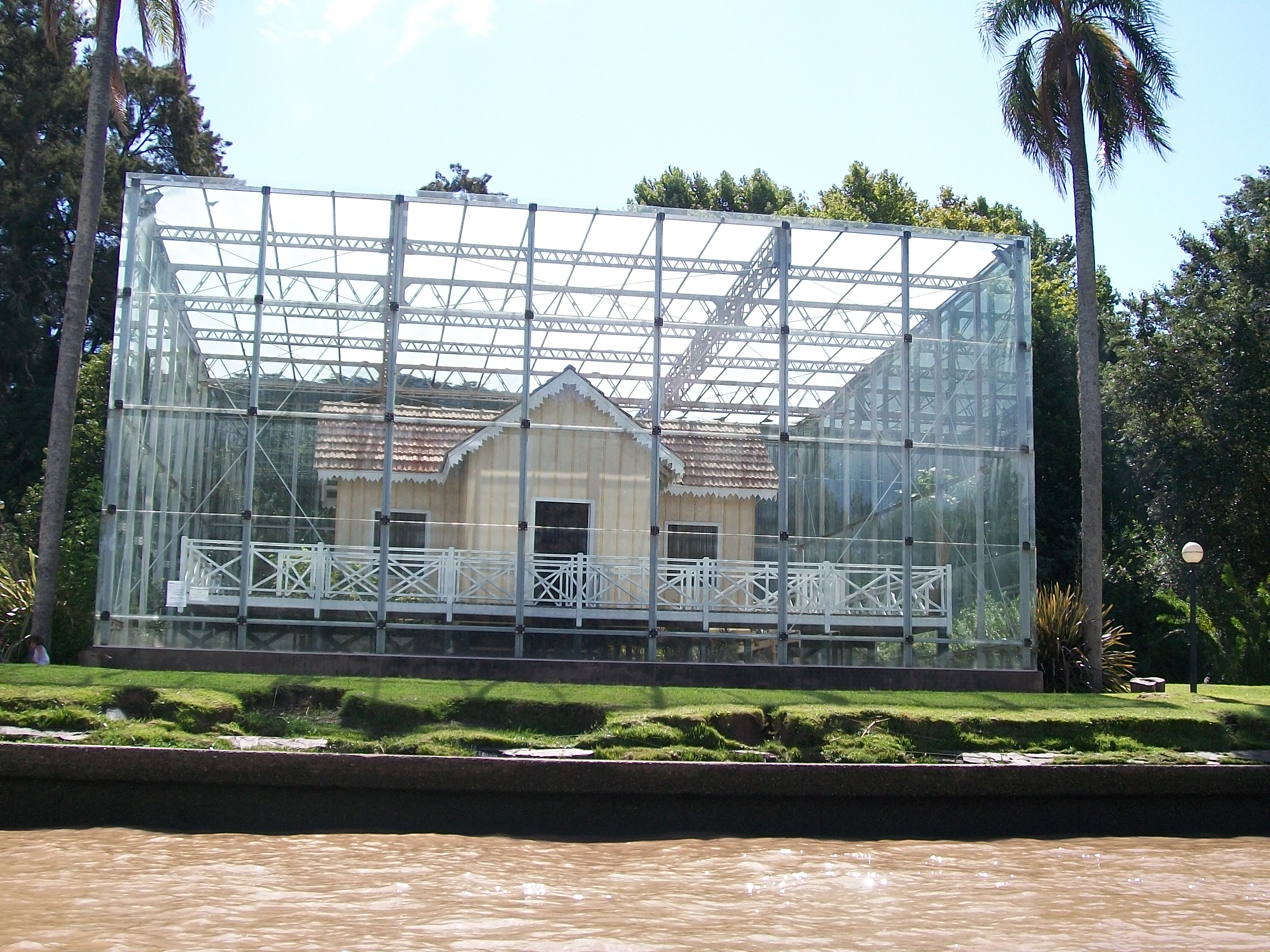
Casa Museo Sarmiento

La crisis económica de los años treinta y la prohibición del juego en la Provincia, así como el incendio del hotel aledaño, condujeron a la decadencia y el cierre del casino. Expropiado por el municipio en 1978 y declarado Monumento Histórico Nacional un año más tarde, en 1998 comenzaron las obras de restauración, durante el mandato del intendente Ricardo Ubieto, quien también supervisó la organización de la colección del museo.
El 13 de noviembre de 2007, el Concejo Deliberante sancionó una ordenanza mediante la cual impuso el nombre de “Museo de Arte Tigre 
Intendente Ricardo Ubieto” en su homenaje.
- Casa Museo Sarmiento: ubicado en el predio de la que fue la casa de recreo de Domingo Faustino Sarmiento, situada sobre el río homónimo. Sarmiento fue uno de los primeros en adquirir un terreno en el sector isleño, en 1855, así como uno de los principales impulsores de su colonización, escribiendo numerosos artículos donde defendía las ventajas y posibilidades de explotar esa zona, que fueron recogidos póstumamente en su libro El Carapachay, como llamaba a la región de islas, nombre guaraní que hoy lleva uno de sus ríos.

Tras su muerte, la casa pasó por diferentes propietarios, desde particulares hasta instituciones públicas, como el Consejo Nacional de Educación. Fue declarada Monumento Histórico Nacional en 1966, a pesar de lo cual, la falta de cuidados y de protección ante las crecidas del río dañaron severamente la estructura inferior de la casa. Tras ser declarada Monumento Histórico Provincial en 1989, en 1996 fue cedida al Municipio de Tigre, el cual emprendió las tareas de restauración y protección de la propiedad, que se conserva actualmente dentro de un espacio de hierro y vidrio. Además de la casa original, el predio cuenta con un espacio de juegos infantiles y una biblioteca.
- Casa Museo Haroldo Conti: situado en la antigua casa del escritor, sobre el arroyo Gambado. Conti adquirió la propiedad en 1960 y desde ese año pasó largas temporadas en ella, donde escribió y situó su primera novela, Sudeste, así como algunos de sus cuentos. Todos los elementos de la casa se encuentran tal y como el escritor los dejó antes de su secuestro y desaparición, el 5 de mayo de 1976.
- Casa Museo Xul Solar: antigua casa del pintor, astrólogo, arquitecto y escritor, amigo de Jorge Luis Borges, Leopoldo Marechal, Macedonio Fernández u Oliverio Girondo, y donde pasó sus últimos diez años. Oriundo de San Fernando, Solar adquirió esta propiedad en la zona de Villa La Ñata en 1954, en principio como casa de fin de semana, pero no tardó en instalarse definitivamente tres años después. Todas las modificaciones fueron diseñadas por el mismo Solar, quien bautizó a su nueva casa como Li-Tao.[7][8]
- Villa Carmen: antigua casona levantada en 1910 por el arquitecto italiano Alfredo Olivari, hoy Casa de las Culturas.[9][10]

## Flora y Fauna

### Flora
Abundan los hongos, musgos, líquenes, helechos, arbustos, camalotes y ceibos (flor nacional). También hay especies introducidas que conviven con las autóctonas: sauces, álamos, pinos, cipreses, eucaliptos, mimbres, fornios y árboles frutales. Flores más comunes: hortensias y azaleas.

### Fauna
Ciervo de los pantanos, carpincho, nutria (en peligro por la caza), camarón de río, ampularia, sapos y ranas de todo tipo, culebras, tortugas. Varios peces: pejerrey, bagre, LAGRIMA , armado, boga, patí, surubí, dorado y pacú. Aves (más de 200 especies): garzas blancas y moras, aguiluchos, gaviotas de río, biguás, chimangos, gallinetas, zorzales, picaflores, benteveos, tordos, etc.

## Deportes
Tigre es conocido como la Cuna del Remo Argentino, siendo sede de varios importantes clubes especializados en este deporte. La municipalidad y la comunidad suelen festejar la Fiesta del Remo. También es habitual la pesca, que se puede practicar en los ríos Paraná y de la Plata; el esquí acuático; la motonáutica y el fondeo.

### Club Atlético Tigre
Al contrario de lo que se piensa, el Club Atlético Tigre no está localizado en esta localidad, sino en Victoria, ubicado a pocos kilómetros. La institución tuvo su origen en el centro de la ciudad de Tigre, el 2 de agosto de 1902, sin embargo mudó su estadio en numerosas ocasiones, hasta encontrar su lugar definitivo en la localidad perteneciente al partido de San Fernando.

## Transporte y comunicaciones

### Ferrocarril
La ciudad de Tigre cuenta con dos líneas de ferrocarril, el Ferrocarril Mitre, en el ramal Retiro - Tigre y el Tren de la Costa, que efectúa el recorrido Maipú - Delta,.

### Líneas de colectivos
La ciudad cuenta con una amplia variedad de autobuses que llegan hasta allí y llevan a distintas partes de Gran Buenos Aires
- Línea 21 (Buenos Aires): Desde Puente La Noria y Liniers.
- Línea 60 (Buenos Aires): Desde Constitución, Buenos Aires.
- Línea 343 (Buenos Aires): Desde Liniers, Buenos Aires
- Líneas 720 y 721: Desde El Talar o Don Torcuato, respectivamente.
- Línea 722: Bus Comunal que recorre todo el partido de Tigre. Desde Nordelta hasta Don Torcuato.
- Terminal de colectivos de larga distancia en la localidad El Talar. Con conexión a todo el país.

### Fluvial
Desde la estación fluvial internacional Domingo Faustino Sarmiento de Tigre parten lanchas colectivas y catamarán que realizan recorridos a las numerosas islas en el delta del Paraná y a Carmelo y Nueva Palmira en la República Oriental del Uruguay.

## Producciones audiovisuales
La ciudad es utilizada como escenario de distintas producciones como cortos, videoclips, series, telenovelas y películas. A partir de la década del 2010, esta actividad ha sido más frecuentes. Estos son algunos de los productos que han grabado en la localidad:

### Series
- El puntero  2011
- El hombre de tu vida  2011

### Telenovelas
- Verano del 98  1998-2000
- Botineras  2009-2010
- Los únicos  2011-2012
- El elegido  2011
- Lobo  2012
- Graduados  2012
- Dulce amor  2012-2013
- Sos mi hombre  2012-2013
- Solamente vos  2013-2014
- Farsantes  2013
- Loco por vos  2016
- Divina, está en tu corazón  2017
- Simona  2018
- Los Simuladores  2002

### Películas
- Muchacho  1970
- Todos tenemos un plan  2012
- La pelea de mi vida  2012
- Amapola  2014
- Los padecientes  2017

### Videoclips
- Hoy de David Bisbal  2014

## Galería

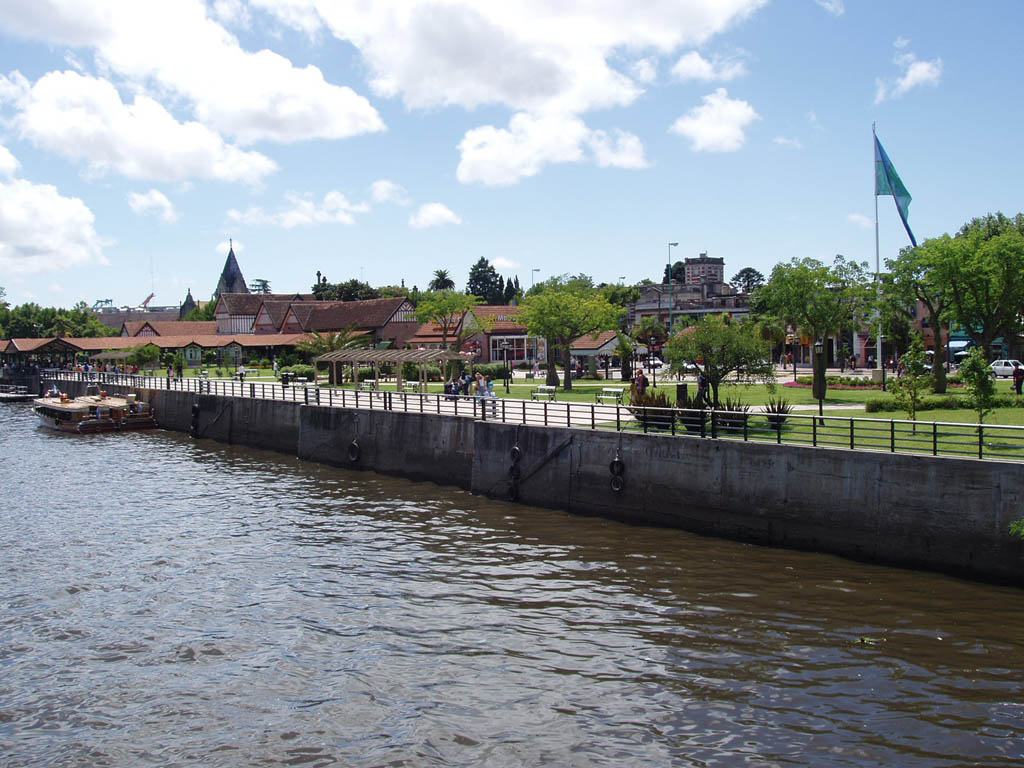
Vista de la ciudad y el río Tigre
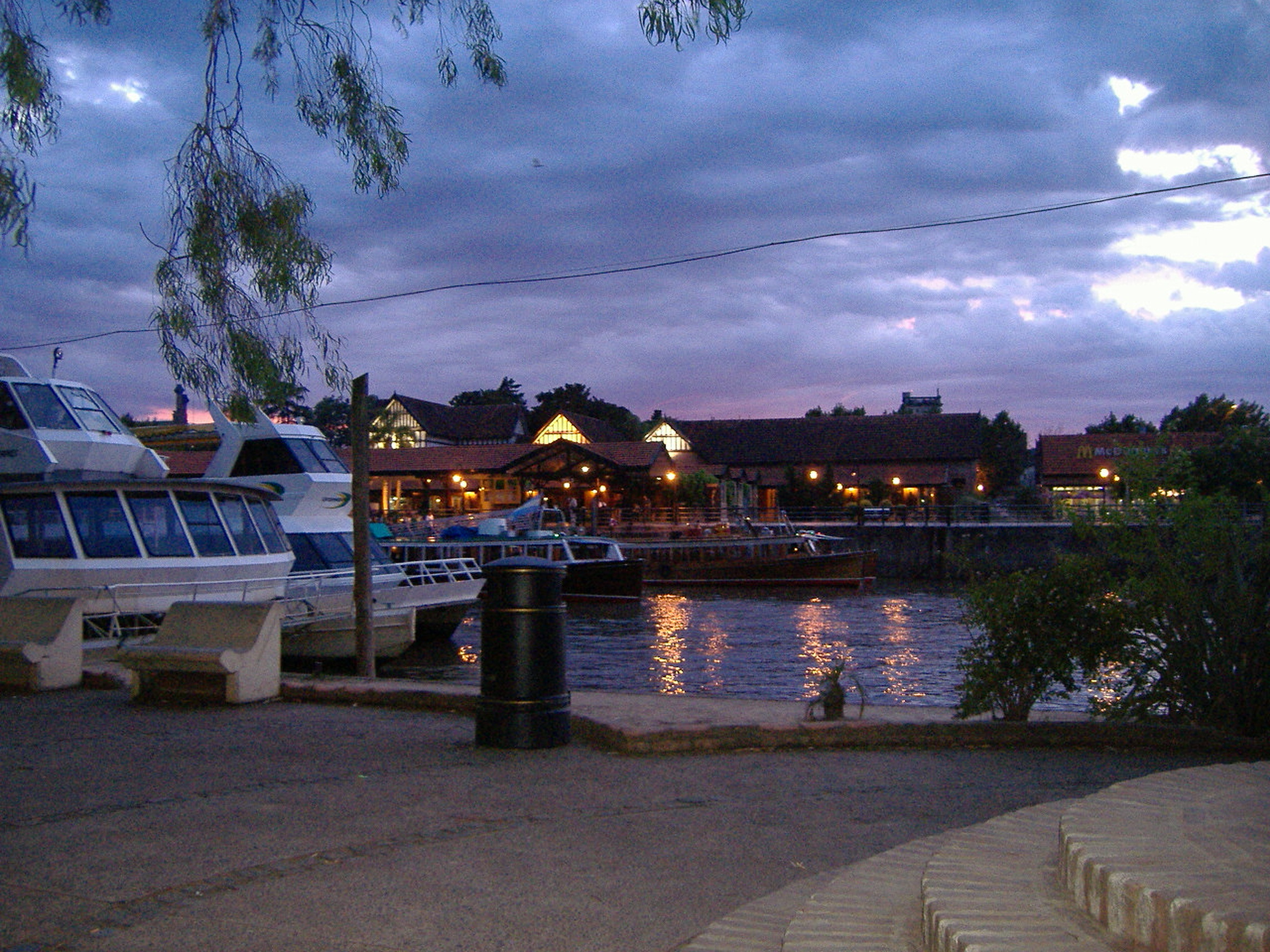
Amanecer en la estación fluvial de Tigre
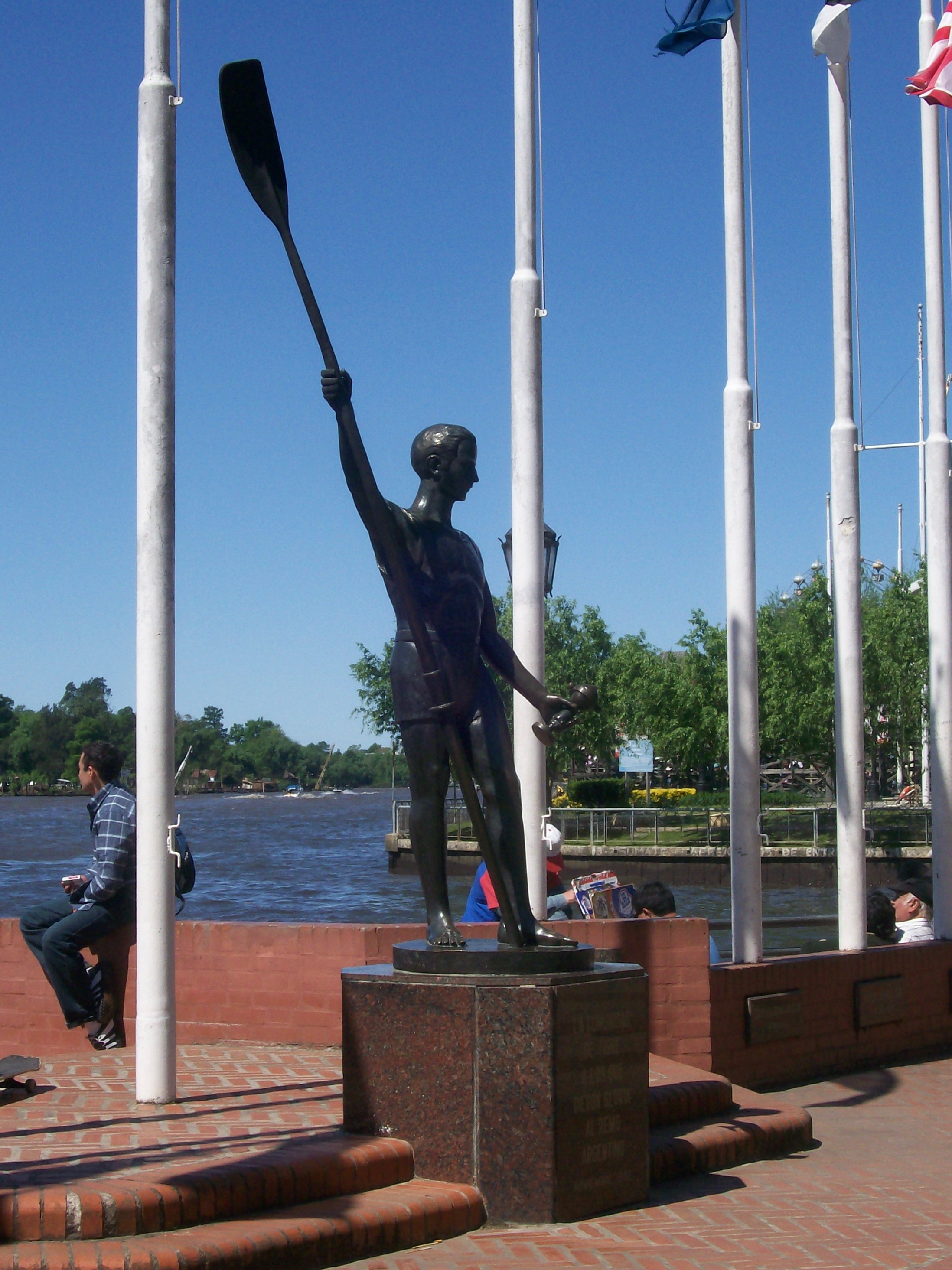
Monumento al remero
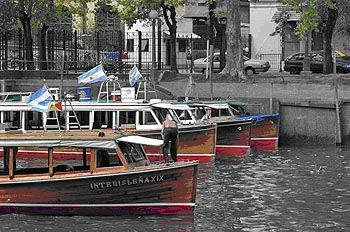
Lanchas colectivas de transporte público

## Religión
La ciudad pertenece a la diócesis de San Isidro de la Iglesia católica. Las parroquias de la ciudad son Inmaculada Concepción, Nuestra Señora de Carupá y San Francisco de Asís.